# Единьо
Едсон Чолби Насименто (на португалски: Edson Cholbi Nascimento), известен като Единьо, е бивш бразилски футболен вратар. Той е син на футболната легенда Пеле от първата му съпруга Роземери Чолби Насименто, която е от бразилско-аржентински произход.

## Кариера
Единьо играе в четири клуба, Сантош Футебол Клубе, Португеза Сантиста, Сао Каетано и Атлетика Понте Прета, преди да се оттегли от професионалния футбол през 1999 г., на 29-годишна възраст.
Единьо е нает като треньор на вратарите на Сантош Футебол Клубе на 9 февруари 2007 г. До 2014 г. е помощник-треньор на отбора.
През 2005 г. той е арестуван за пране на пари и разпространение на наркотици. Той обжалва присъдата и му е позволено да остане свободен по време на обжалването си. През 2014 г. получава 33-годишна присъда по обвиненията, но той категорично отрича всяко участие. Впоследствие съдът намалява присъдата на 12 години и 10 месеца, но Единьо трябва да изтърпи присъдата си в затвора.